# Larry Levan

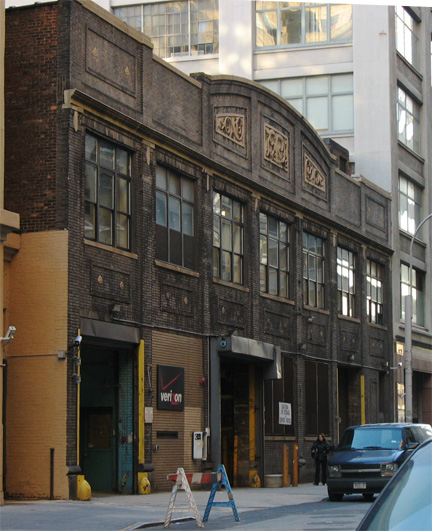
Paradise Garage (2006)

Larry Levan (geboren als Lawrence Philpot, New York, 20 juli 1954 – aldaar, 8 november 1992) was een Amerikaanse house-dj.
Hij is het meest bekend als de dj in de club Paradise Garage in New York in de jaren zeventig. Daar heeft hij meegeholpen om de house-stijl bekend als "garage", een mix van disco, soul en gospel te ontwikkelen. Deze stijl kenmerkt zich door warme vocalen, diepe bassen en wat rustiger ritmes dan andere house-soorten. Het staat vrij dicht bij disco en soul wat structuur en opbouw betreft. Levans eclectische aanpak van het maken van remixes en discosets is legendarisch. Hij heeft ook in de studio, als remixer of - minder vaak - als producer, samengewerkt met bekende artiesten uit het discotijdperk zoals Sister Sledge, Chaka Khan, Patrice Rushen, Salsoul Studios, the Peech Boys en Gwen Guthrie. Hij werkte gedurende zijn leven intensief samen met de uit Frankrijk afkomstige François Kevorkian.
Hij had een sterke verbinding met de lokale ballroom scené.
- Bibliothèque nationale de France: cb16657633c (data)
- Gemeinsame Normdatei: 1101364602
- International Standard Name Identifier: 0000 0003 9989 2039
- MusicBrainz: 3522a104-c3ce-4ee8-865a-fcf3fc08095d
- Virtual International Authority File: 295354786
- WorldCat: E39PBJrm4G7rMVMgwPx8x8tqcP